# Randolph Churchill
Randolph Frederick Edward Spencer-Churchill (Londres, 28 de maio de 1911 — East Bergholt, Suffolk, 6 de junho de 1968) foi um escritor, jornalista, crítico social e político britânico, também conhecido por ter sido o único filho e biógrafo do estadista Sir Winston Churchill.
Em sua projetada biografia definitiva de cinco volumes, intitulada "Winston S. Churchill", dois volumes foram publicados antes da morte do autor: "Youth, 1874-1900", de 1966, e "Young Statesman, 1901-1914", de 1967.

## Juventude
Durante a década de 1930, Randolph Churchill, que foi nomeado em honra de seu avô paterno, Lorde Randolph Churchill, foi um correspondente estrangeiro de muitos jornais londrinos, para os quais entrevistou figuras mundiais, tais como Adolf Hitler e Mahatma Gandhi. Ele também relatou a Guerra Civil Espanhola.
Randolph Churchill foi eleito à Casa dos Comuns em 1940, depois de três tentativas fracassadas; no entanto, ele passou a maior parte de seu período de cinco anos servindo ao então recentemente formado Special Air Service, por causa da Segunda Guerra Mundial. Em 1944, ele saltou de pára-quedas na Iugoslávia, onde, como oficial de inteligência, trabalhou com partidários anti-nazistas de Josip Broz Tito.

## Carreira
A carreira jornalística de Churchill foi tempestuosa; ele desistiu de equipes de vários jornais londrinos por causa de uma sucessão de disputas eleitorais. Ele obteve 14 000 dólares em indenizações do The People, um jornal de domingo que o chamou de "paid hack". Seu processo de difamação contra seu então empregador, o News of the World, e um ex-empregador, o Daily Express, foi resolvido na corte. Randolph descreveu esse e outros desentedimentos em "What I Said About the Press", publicado em 1957.
Enquanto escreveu a biografia de seu pai, Randolph Churchill extraiu muitas informações de documentos privados e apresentou mais fatos dos primeiros anos de sir Winston.

## Casamento
Randolph Churchill casou-se duas vezes; seu primeiro casamento, com a famosa socialite Pamela Digby, depois conhecida como Pamela Harriman, produziu um filho, Winston Churchill, que seguiu seus passos como um membro do parlamento, e seu segundo casamento, com June Osborne, produziu uma filha, Arabella Churchill.

## Morte
Randolph Churchill morreu de ataque cardíaco, aos 57 anos. Foi enterrado ao lado de seus pais e irmãos na Igreja de St. Martin, no vilarejo de Bladon, Oxfordshire.

## Obras
- What I Said About the Press (1957)
- The Rise and Fall of Sir Anthony Eden (1959)
- Lord Derby: King of Lancashire (1960)
- The Fight for the Tory Leadership (1964)
- Youth, 1874–1900 (1966, biografia de seu pai)
- Young Statesman, 1901–1914 (1967, biografia de seu pai)